# Hiệp hội bóng đá Malawi
Hiệp hội bóng đá Malawi (tiếng Anh: Football Association of Malawi) là tổ chức quản lý, điều hành các hoạt động bóng đá ở Malawi. Hiệp hội quản lý đội tuyển bóng đá quốc gia Malawi và tổ chức giải vô địch bóng đá Malawi. Hiệp hội bóng đá Malawi gia nhập FIFA năm 1967 và CAF năm 1968.